# De Tomaso
De Tomaso Automobili S.p.A. es un fabricante de automóviles fundado en 1959 en Módena, Italia, por el empresario argentino Alejandro de Tomaso.
La empresa diseñó y fabricó varios prototipos de automóviles de carreras, incluyendo un monoplaza de Fórmula 1 para el equipo de Frank Williams en 1970.

## Historia

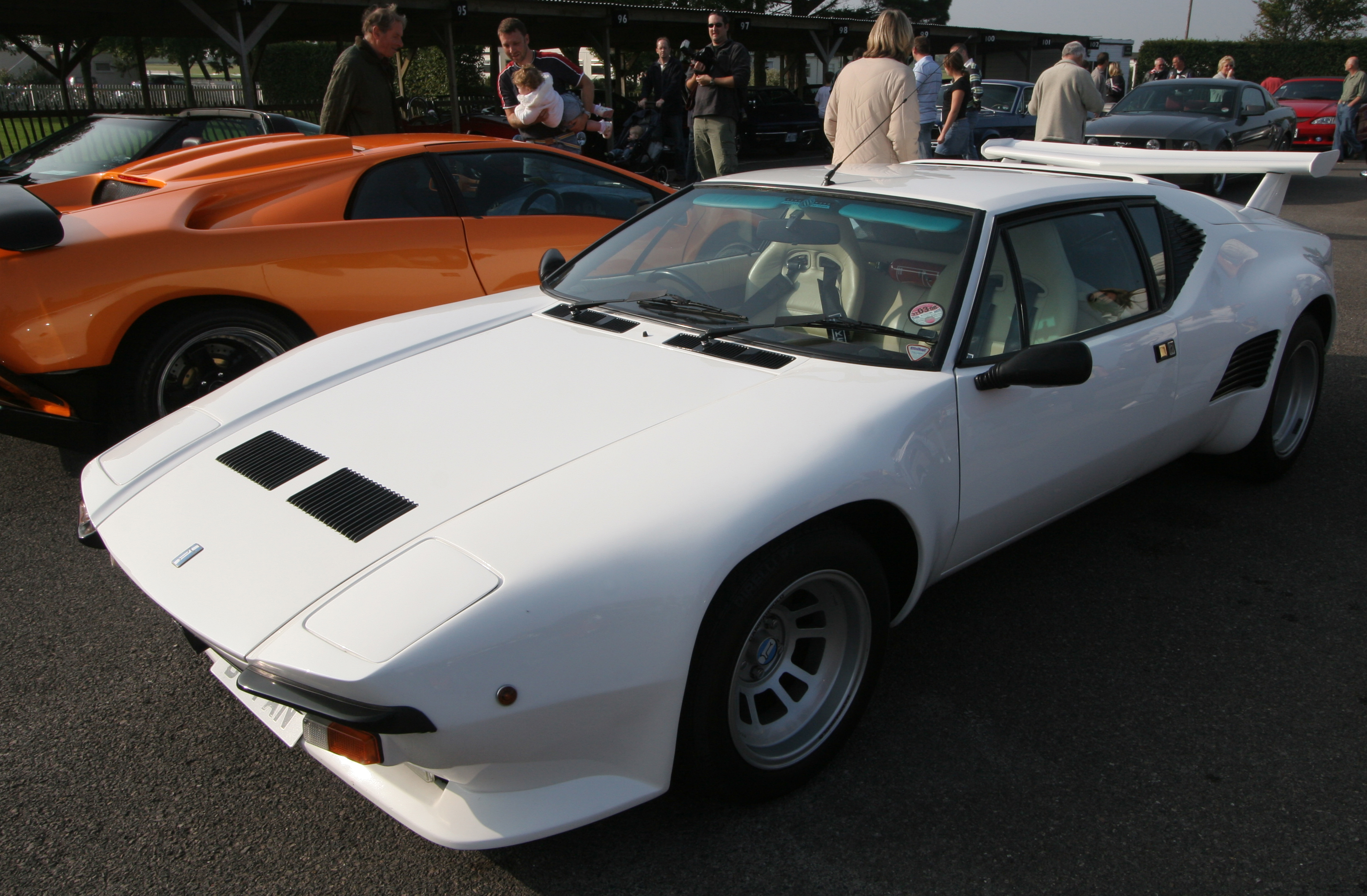
Pantera.

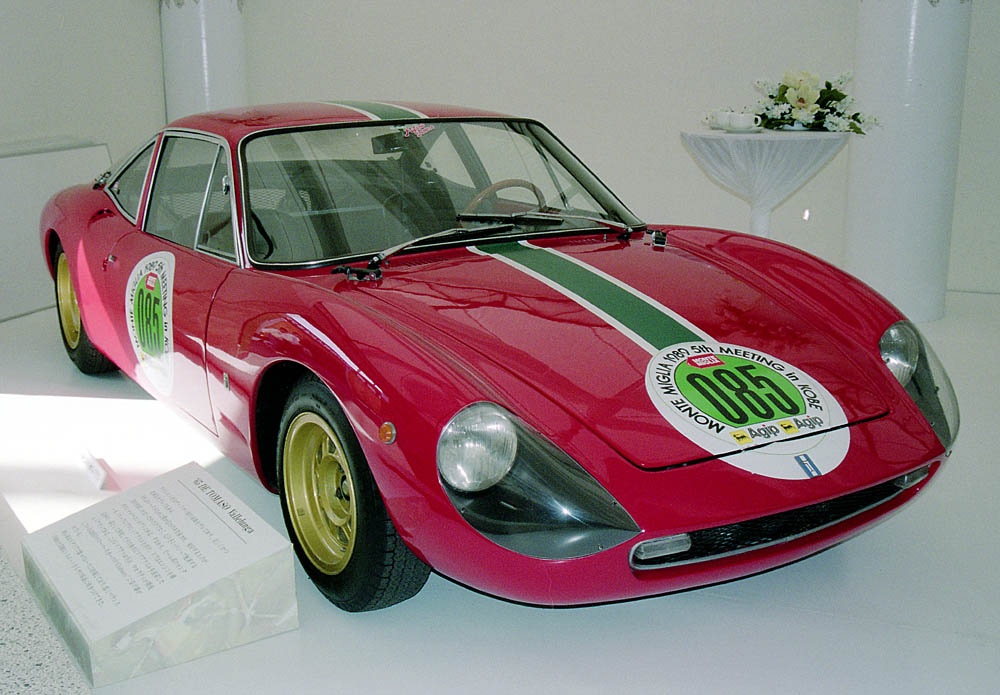
Vallelunga.

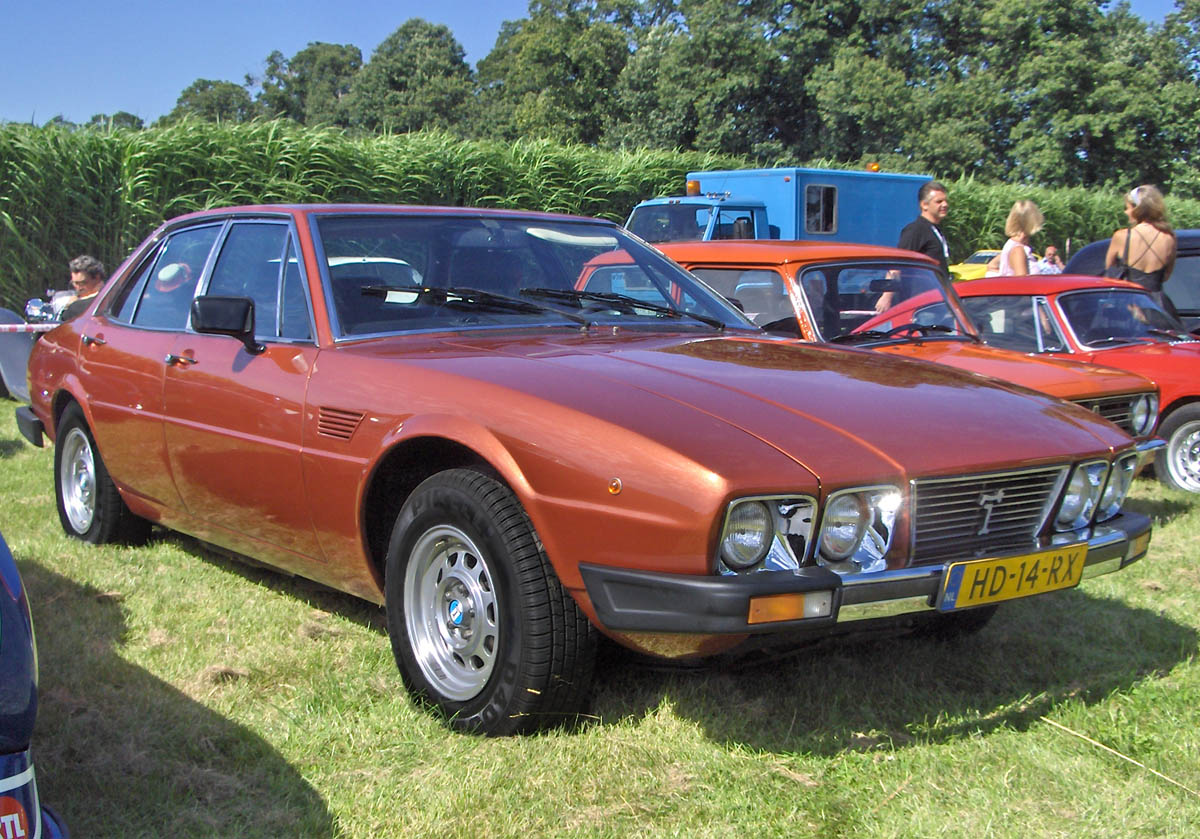
Deauville.

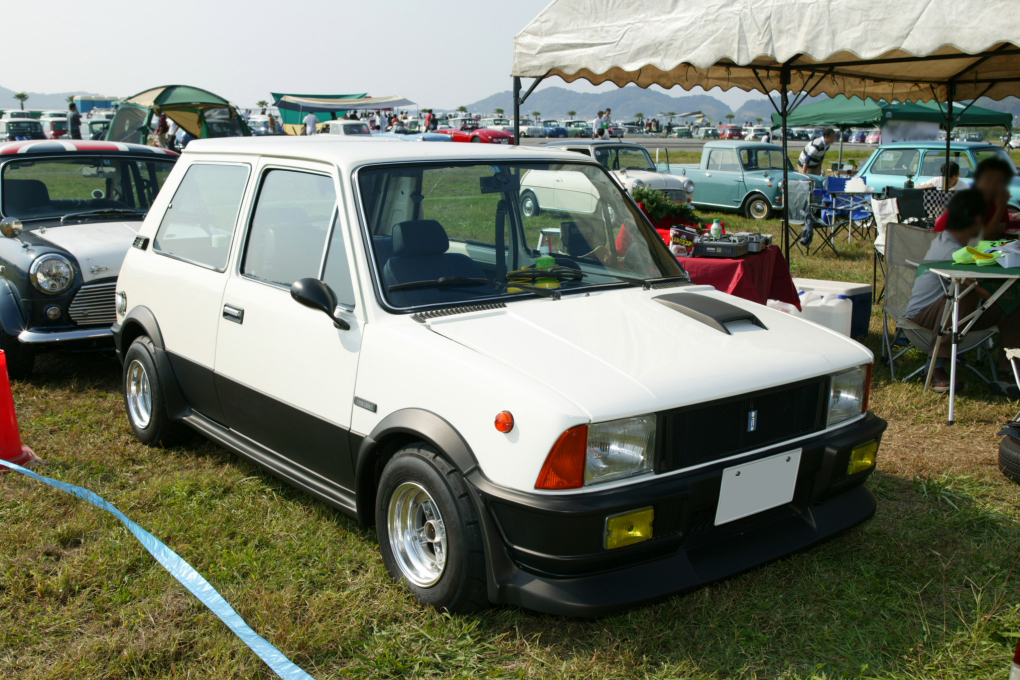
Innocenti De Tomaso.

El fundador de la compañía, Alejandro de Tomaso, era hijo del político y terrateniente Antonio de Tomaso, mientras que su madre provenía de una rica familia española descendiente del virrey Pedro de Cevallos. Su padre murió sorpresivamente cuando él tenía cinco años, por lo que su madre se hizo cargo en soledad de la crianza de sus hijos. Alejandro dejó la escuela a los 15 años y se puso a trabajar en los campos de la familia.
A la edad de 20 años, Alejandro era ya el administrador de las finanzas familiares. Regresó a Buenos Aires tras el fin de la Segunda Guerra Mundial y colaboró junto a Roberto Noble en la fundación del diario Clarín. Escribió en la sección de economía e inició una militancia conservadora que le causó varios problemas durante el gobierno peronista, por lo que fue arrestado y obligado a recluirse en sus estancias.
El logotipo de la marca simboliza la herramienta de hierro utilizada para herrar a los caballos, mientras que los colores son los de la Bandera de la Argentina. El palo horizontal del logo (la parte de arriba de la T de De Tomaso) es un encastrador, el cual es una cuchilla de acero diseñada para hacer la muesca donde se acuñan los clavos de las herraduras equinas, permitiendo los correctos remaches y un excelente acabado en los caballos mientras que la parte de abajo del logo de la compañía (el palo vertical de la "T") es un puntero, el cual apunta 45° a la izquierda mezclada con las clásicas tenazas de corte para herrar caballos.
Su ambición por las carreras empezó en las carreteras argentinas pilotando un viejo Bugatti con un motor de cuatro cilindros en línea. Más tarde piloteó un monoplaza Alfa Romeo sobrealimentado en eventos locales.
En 1954 Alejandro quedó en segundo lugar de su categoría y séptimo de la general en los 1000 km de Buenos Aires a bordo de un Maserati. Al año siguiente obtuvo la victoria de su categoría y el cuarto lugar de la general en el mismo evento.
El ambiente político en la Argentina de esos años no era fácil, por lo que en 1955, De Tomaso decidió emigrar al norte de Italia donde trabajó como mecánico para los hermanos Maserati en su fábrica de Bolonia, construyendo modelos O.S.C.A.
En 1959 De Tomaso se trasladó a Módena, donde decidió montar su propia empresa para construir sus propios automóviles deportivos. Sus primeros coches estaban basados en los O.S.C.A. con los que había corrido con tanto éxito y estaban construidos para competir en la recién creada Fórmula Junior y, para 1961, De Tomaso ya había desarrollado un coche de Fórmula 1.
Interesado por las nuevas tecnologías, este constructor ya experimentaba desde los años 60 con cigüeñales, válvulas y hasta chasis hechos en titanio.
En 1962 introdujo su primer coche de F1 equipado con motor Ford Cortina de 1.5 L. Pilotado por Franco Bernabei, este coche se colocó inmediatamente a la cabeza del Gran Premio de Roma, pero no pudo terminar debido a problemas en el tanque de combustible.
En 1963 fabricó un bastidor de una sola pieza hecha en magnesio para coches de carreras ligeros, utilizando el motor como elemento estructural y una vez más con un V8 de origen Ford. A pesar de que este coche fue probado en el Indianapolis Motor Speedway y de que su peso era de solamente 669 kg (1475 libras), nunca llegó a competir.
La colaboración entre Ford y De Tomaso continuó con el modelo Villelunga, después de participar en el famoso circuito de carreras cerca de Roma, equipado con un motor central de cuatro cilindros Cortina que podía desarrollar 100 CV (99 HP; 74 kW). Era un vehículo con 549 kg (1210 libras) de peso, el Cortina llevaba al Vallelunga a una velocidad máxima de 209 km/h (130 mph). Si bien este modelo nunca entró en producción, ni siquiera a pequeña escala, marcó el camino para su siguiente deportivo: el Mangusta.
El Mangusta instituyó a De Tomaso como un constructor en toda la extensión de la palabra. Giorgetto Giugiaro diseñó el automóvil mientras trabajaba para el carrocero Ghia, comprada por De Tomaso y vendida posteriormente a Ford. El Mangusta montaba un motor V8 Ford de 289 pulgadas cúbicas (4,7 L) para el mercado europeo y de 302 pulgadas cúbicas (4,9 L) para el estadounidense.
Por aquel entonces la British Motor Car Distributors Ltd, fundada por Kjell Qvale empezó la distribución de vehículos en este país de Norteamérica, lo cual llevó al inicio de una relación que se convertiría en sociedad entre los apellidos Qvale y De Tomaso. La producción del Mangusta fue de más de 400 unidades hasta 1970 en que fue sustituido por el Pantera.
Así como el Mangusta había sido diseñado por Ghia, el Pantera fue diseñado por Tom Tjaarda. Este modelo, debido a su baja altura, suavidad, y elegante diseño, fue el automóvil más célebre de la firma italiana. Desarrollaba 330 CV (325 HP; 243 kW) gracias a su V8 Ford de 351 pulgadas cúbicas (5,8 L).
El Pantera, fue distribuido en Estados Unidos a través de distribuidores seleccionados de Lincoln Mercury desde de 1971 hasta 1974.
Con el éxito comercial del Pantera, De Tomaso encaró el negocio de las dos ruedas y en 1972 compró Moto Guzzi. Tres años después, aprovechando la depresión en la que se encontraba el mercado tras la crisis del petróleo de 1973, la empresa adquirió el 30% de Maserati a Citroën, mientras que el resto quedó en manos del gobierno italiano, en un intento por evitar que los 900 trabajadores se quedaran en la calle.
En febrero de 1976, la compañía le compró a British Leyland Motor Corporation (BMC) el 44% de Innocenti con la ayuda de un plan de salvataje del GEPI, una agencia pública italiana pretendió proporcionar inversión para empresas atribuladas. Así se la renombró como "Nuova Innocenti". La administración fue totalmente asumida por De Tomaso. Sin embargo antes del fin de 1976 el GEPI y De Tomaso compraron el 95% del paquete accionario de Innocenti y todo el de Maserati expandiendo así la compañía.
Debido al poco éxito de Maserati, esta fue vendida a Fiat en los años 1980, De Tomaso se dedicó a realizar pequeñas evoluciones del Pantera y a ensayar nuevos negocios con Innocenti, un fabricante de autos pequeños y urbanos, como el "Mini De Tomaso". En 1990, la empresa decidió vender Innocenti a Fiat y, en julio de ese mismo año, el Pantera vio su fin de ciclo de vida, al ser reemplazado por el Biguà, un deportivo que nunca llegó a estar a su altura en ningún aspecto. Los negocios entraron en una pendiente y Alejandro de Tomaso sufrió un derrame cerebral en 1993. Sobrevivió con una semi parálisis y, finalmente, murió el 21 de mayo de 2003. A pesar de su enfermedad, estaba trabajando en un proyecto que nunca fue más allá de un primer prototipo terminado, como un nuevo Pantera.

## Modelos fabricados
- Vallelunga (1965-1967)
- Mangusta (1967-1970)
- Pantera (1971-1996)
- Deauville (se presentó el concepto en el Salón del Automóvil de Ginebra de 2011, diseñado por Pininfarina.[9][10])
- Longchamp (1973–1989) (portaba el nombre del lugar de nacimiento de Alejandro en Argentina).
- Guarà (1993-2004)
- Biguà
- P72 (2024-presente)

## Camino hacia la bancarrota
En febrero de 2012, De Tomaso vende a unos inversores chinos del grupo Hotyork parte de su sociedad, que controlaba unas antiguas instalaciones de Pininfarina en la ciudad de Grugliasco. A finales de marzo del mismo año, el estado italiano se hace cargo de parte de las nóminas de los 1200 empleados de la firma. Posteriormente, en mayo se presenta una propuesta de convenio para el pago de sus deudas, paso previo a una declaración de concurso de acreedores. Finalmente, el 6 de julio, el tribunal de Livorno, Toscana declara a la empresa oficialmente en quiebra.

## Resurgir

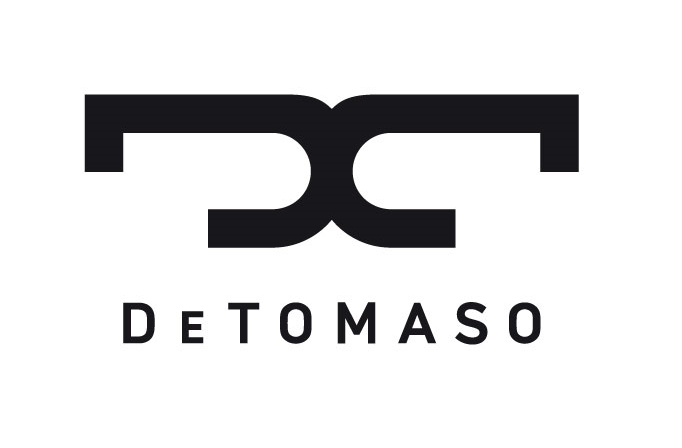
Logo modernizado en 2011.

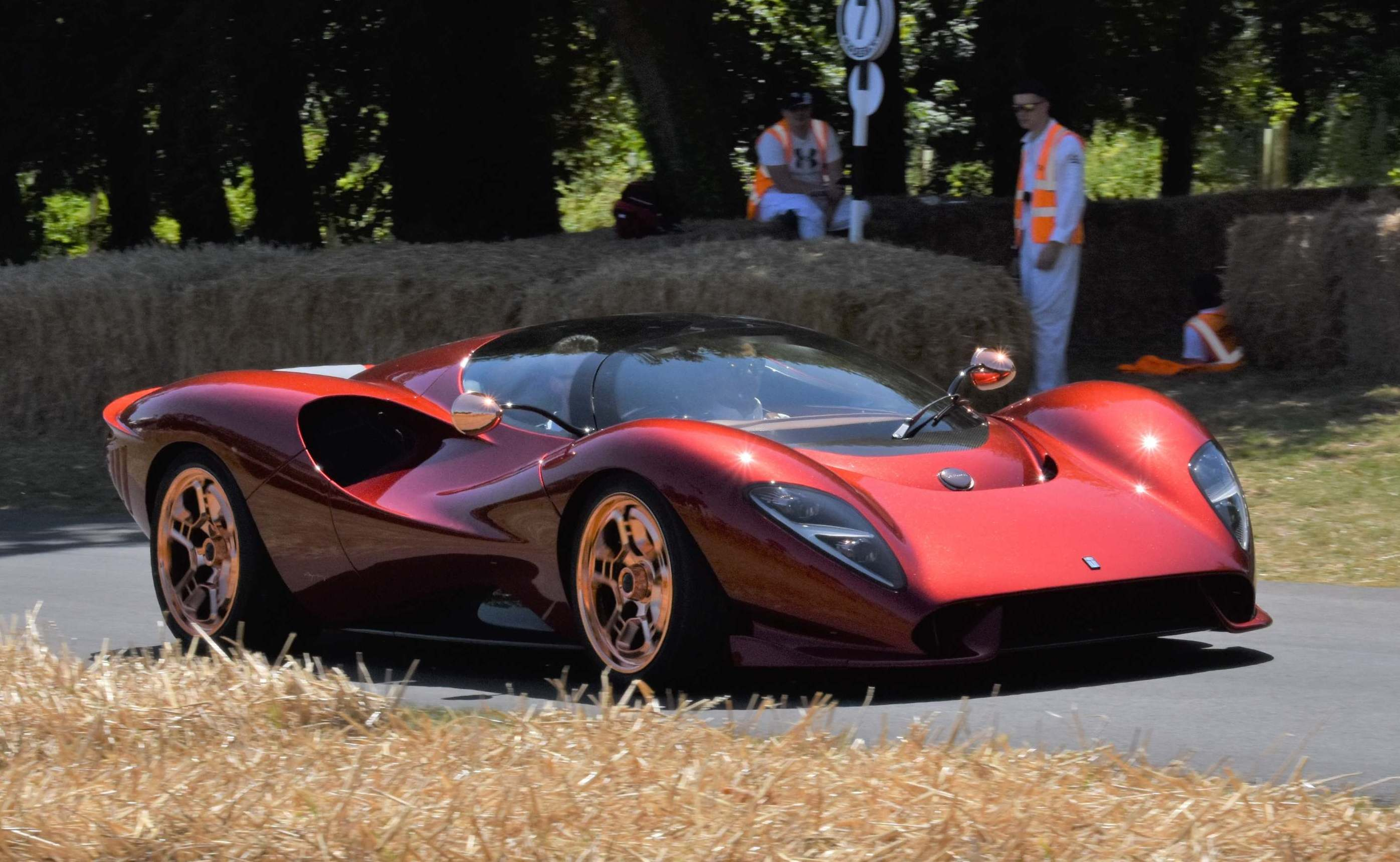
P72 en 2019.

En septiembre de 2012 el ministro de Industria italiano confirma que las discusiones siguen en marcha con posibles inversores interesados en comprar De Tomaso. La idea del ministerio es comenzar con el proceso de venta hacia mediados de octubre.
En el mes de noviembre del año 2013, la compañía italiana Automobili Turismo e Sport (ATS), anunciaba la adquisición de los derechos para explotar comercialmente a la marca De Tomaso. Los seguidores de la marca estaban entusiasmados con la idea del resurgir de la mítica marca, con el formato de un deportivo, ya que ATS prometía que alguno de los nuevos deportivos que surgirían bajo la nueva marca, compartirían la arquitectura con sus modelos, especialmente con el ATS 2500 GT. Sin embargo, la historia volvió a acabar mal, ya que, en el mes de septiembre, ATS le decía adiós a la idea de reflotar De Tomaso, al decidir retirar la oferta para hacerse de los derechos comerciales para explotar la marca.
Hubo que esperar hasta marzo de 2015 para que la marca italiana salía nuevamente a subasta. L3 Holding, una sociedad de origen Suizo-Luxemburgués, que junto a Genii Capital es uno de los dueños de la escudería Lotus de Fórmula 1, se hacía de los derechos de la marca De Tomaso, después de pagar un precio cercano a los 2 millones de euros. De la puja participó además un oferente chino, el grupo Ideal Time y la empresa italiana Eos, aunque ambos carecían de un plan de negocios y solo deseaban adquirir los derechos de la marca. Pero apenas unos días después, L3 Holding se arrepentía y retiraba su oferta, por lo cual la legendaria marca quedaba una vez más en una citación incierta.
Sin embargo, casi sobre el final de abril de 2015, la firma salía nuevamente a subasta y esta vez el grupo chino Ideal Team Venture es el que logra adjudicarse la subasta, por un precio de 1 500 000 €. El grupo chino carece de un plan de negocios, pero asegura que producirá en China, vehículos bajo la marca De Tomaso.
A mediados de 2019, se presentó el P72 diseñado por Jowyn Wong, con un V8 Ford y con apoyo económico de Apollo Automobil. Fue exhibido en el Festival de la Velocidad de Goodwood. En diciembre de 2024 se confirmó el inicio de fabricación del primer coche de producción, que sería una edición limitada a 72 unidades. También han anunciado una variante para su uso exclusivamente en pista, es decir, no homologado para la carretera llamado P900.

## En competición

### Resultados en Fórmula 1
(Clave) (negrita indica pole position) (cursiva indica vuelta rápida)

| Año     | Escudería                  | Chasis | Motor                                      | Neu. | Pilotos            | 1   | 2   | 3   | 4   | 5   | 6   | 7   | 8   | 9   | 10  | 11  | 12  | 13  | Puntos | Pos. |
| ------- | -------------------------- | ------ | ------------------------------------------ | ---- | ------------------ | --- | --- | --- | --- | --- | --- | --- | --- | --- | --- | --- | --- | --- | ------ | ---- |
| 1961    | Scuderia Serenissima       | F1     | O.S.C.A. 372 1.5 L4                        | D    | Giorgio Scarlatti  | MON | NED | BEL | FRA | GBR | GER | ITA | USA |     |     |     |     |     | 0      | NC   |
| 1961    | Scuderia Serenissima       | F1     | O.S.C.A. 372 1.5 L4                        | D    | Giorgio Scarlatti  |     |     |     | Ret |     | DNP |     |     |     |     |     |     |     | 0      | NC   |
| 1961    | Scuderia Serenissima       | F1     | Conrero (Alfa Romeo) Giulietta L4 de 1.5 L | D    | Nino Vaccarella    |     |     |     |     |     |     | Ret |     |     |     |     |     |     | 0      | NC   |
| 1961    | Isobele de Tomaso          | F1     | Conrero (Alfa Romeo) Giulietta L4 de 1.5 L | D    | Roberto Bussinello |     |     |     |     |     |     | Ret |     |     |     |     |     |     | 0      | NC   |
| 1961    | Scuderia Settecolli        | F1     | O.S.C.A. 372 L4 de 1.5 L                   | D    | Roberto Lippi      |     |     |     |     |     |     | Ret |     |     |     |     |     |     | 0      | NC   |
| 1962    | Scuderia De Tomaso         | F1     | Alfa Romeo Giulietta L4 de 1.5 L           | D    | Roberto Bussinello | NED | MON | BEL | FRA | GBR | GER | ITA | USA | RSA |     |     |     |     | 0      | NC   |
| 1962    | Scuderia De Tomaso         | F1     | Alfa Romeo Giulietta L4 de 1.5 L           | D    | Roberto Bussinello | DNP |     |     |     |     |     |     |     |     |     |     |     |     | 0      | NC   |
| 1962    | Scuderia De Tomaso         | 801    | Bóxer de 8 cilindros de 1.5 L              | D    | Nasif Estéfano     |     |     |     |     |     |     | DNQ |     |     |     |     |     |     | 0      | NC   |
| 1962    | Scuderia Settecolli        | F1     | O.S.C.A. 372 L4 de 1.5 L                   | D    | Roberto Lippi      |     |     |     |     |     |     | DNQ |     |     |     |     |     |     | 0      | NC   |
| 1963    | Scuderia De Tomaso         | 801    | Bóxer de 8 cilindros de 1.5 L              | D    | Nasif Estéfano     | MON | BEL | NED | FRA | GBR | GER | ITA | USA | MEX | RSA |     |     |     | 0      | NC   |
| 1963    | Scuderia De Tomaso         | 801    | Bóxer de 8 cilindros de 1.5 L              | D    | Nasif Estéfano     | DNP |     |     | DNP | DNP |     |     |     |     |     |     |     |     | 0      | NC   |
| 1963    | Scuderia Settecolli        | F1     | Ferrari V6 178 de 1.5 L                    | D    | Roberto Lippi      |     |     |     |     |     |     | DNQ |     |     |     |     |     |     | 0      | NC   |
| 1970    | Frank Williams Racing Cars | 505-38 | V8 Ford-Cosworth DFV                       | D    |                    | RSA | ESP | MON | BEL | NED | FRA | GBR | GER | AUT | ITA | CAN | USA | MEX | 0      | NC   |
| 1970    | Frank Williams Racing Cars | 505-38 | V8 Ford-Cosworth DFV                       | D    | Piers Courage      | Ret | DNS | NC  | Ret | Ret |     |     |     |     |     |     |     |     | 0      | NC   |
| 1970    | Frank Williams Racing Cars | 505-38 | V8 Ford-Cosworth DFV                       | D    | Brian Redman       |     |     |     |     |     |     | DNS | DNQ |     |     |     |     |     | 0      | NC   |
| 1970    | Frank Williams Racing Cars | 505-38 | V8 Ford-Cosworth DFV                       | D    | Tim Schenken       |     |     |     |     |     |     |     |     | Ret | Ret | NC  | Ret |     | 0      | NC   |
| Fuente: |                            |        |                                            |      |                    |     |     |     |     |     |     |     |     |     |     |     |     |     |        |      |